# Raión de Nikopol
Raión de Nikopol (en ucraniano: Нікопольський район) es un raión o distrito de Ucrania, situado en el óblast de Dnipropetrovsk. Tiene una población estimada, a principios de 2021, de 255.505 habitantes.
El 18 de julio de 2020, como parte de la reforma administrativa de Ucrania, el número de raiones del óblast de Dnipropetrovsk Oblast se redujo a siete y el área del raión de Nikopol se amplió significativamente. 
Un raión disuelto, el raión de Tomakivka; los municipios de Marhanets y Pokrov, así como la ciudad de Nikopol (que anteriormente era una ciudad de importancia regional y no pertenecía al raión), se fusionaron en el raión de Nikopol.
La capital es la ciudad de Níkopol.

## Demografía
Según estimación 2010 contaba con una población total de 42649 habitantes.

## Otros datos
El código KOATUU fue 1222900000. El código postal 53240 y el prefijo telefónico +380 5662.